# Brug 542
Brug 542 in een bouwkundig kunstwerk in het Amsterdamse Bos. Het Amsterdamse Bos maakt deel uit van de gemeente Amstelveen, maar wordt beheerd door de gemeente Amsterdam.
Brug 542 stamt uit de tijd van de aanleg van het bos. Aan architect Piet Kramer van de Dienst der Publieke Werken werd gevraagd ontwerpen voor de bruggen en bruggetjes te maken. Brug 542 voor voetgangers, fietsers en ruiters is er één uit de serie houten bruggen (tegenover de betonnen bruggen). Die bruggen lijken sterk op elkaar, maar elke burg uit de serie verschilt ten opzichte van de andere. Brug 542 is gesitueerd in het noordelijk deel van het bos, even ten noorden van de Burgemeester A. Colijnweg/Rijksweg 9. De brug ligt in hetzelfde pad als brug 541.
In 1999 werden alle bruggen in het Amsterdamse Bos door MTD Landschapsarchitecten in opdracht van de gemeente onderzocht op hun cultureel belang. Ze constateerde dat de brug een potentiële identiteitsdrager was binnen de bosbruggen, maar dat dat teniet werd gedaan door de bruine brug (de brug kreeg later een witte kleur). De brug is gelegen in een glooiend recht pad en als het ware (zeker nog in de bruine kleur) opging in haar omgeving. Over de brug gaan alleen voetgangers, fietsers en man/vrouw te paard. Karakteristiek voor deze brug gold nog het houten brugdek en dito leuningen met houtverbindingen en de zuiltjes ofwel balusters.
De gemeente Amstelveen deed ook onderzoek om te kijken of de brug, net als meerdere bruggen in het bos, beschermd moest worden door de status gemeentelijk monument. Ze ging daartoe over en kwam met aanvullende gegevens. De brug is grotendeels van hout maar heeft stalen liggers. De houten brugpijlers bieden ondersteuning aan jukken waarop die liggers gelegen zijn. De overspanning kent aan beide zijden een betonnen landhoofd. Naar Kramers gebruik kent de brug twee niveaus, fietsers gaan over een deel dat weinig lager ligt dan het voetpad. De balusters steken iets boven de leuningen uit en zijn voorzien van metalen afdekkapjes. De overgang van landhoofd naar overspanning alsmede van borstwering naar balustrade/leuning wordt aangegeven door naar boven taps toelopende palen.

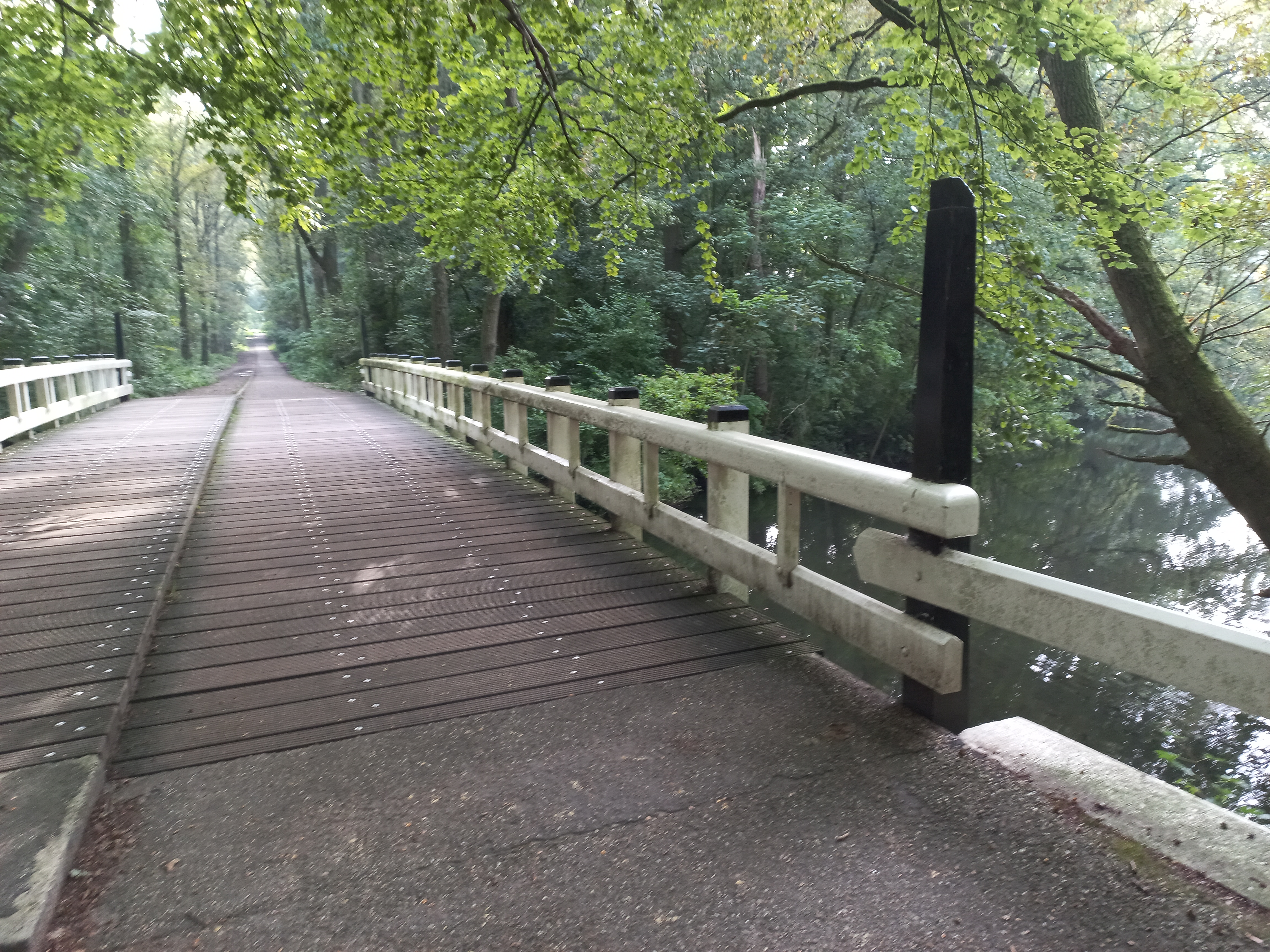
Pilaren bij overgang borstwering naar leuning (september 2023)

<<< · 500 · 501 ·  503 · 504 · 505 · 506 · 507 · 508 · 509 · 510 · 511 · 512 · 513 · 514 · 515 · 516 · 517 · 518 · 519 · 520 · 521 · 522 · 523 · 525 · 526 · 527 · 528 · 530 · 531 · 532 · 533 · 534 · 535 · 536 · 537 · 538 · 539 · 540 · 541 · 542 · 543 · 544 · 545 · 546 · 547 · 548 · 549 · 550 · 551 · 552 · 553 · 554 · 555 · 556 · 557 · 558 · 559 · 560 · 561 · 562 · 563 · 564 · 565 · 566 · 567 · 569 · 571 · 572 · 573 · 575 · 577 · 578 · 580 · 581 · 582 · 583 · 584 · 586 · 587 · 589 · 590 · 591 · 592 · 593 · 594 · >>>
Brugnummers 502, 524, 529, 568, 570, 574, 576, 579, 585, 588, 595, 596, 597, 598, 599 zijn niet (meer) vergeven.